# Лесной (Кировская область)
Лесной — посёлок городского типа в Верхнекамском районе Кировской области России.
Строительство посёлка началось 7 апреля 1939 года в качестве административного центра Вятского ИТЛ .
В 1944 году посёлок Соцгородок был переименован в Лесной.
Население — 3566 (2021).
Статус посёлка городского типа с 1957 года.
Железнодорожная станция Лесная — главная станция Гайно-Кайской железной дороги ФСИН. В посёлке находится локомотивное депо и другие предприятия железнодорожного транспорта. По состоянию на март 2013 года железнодорожная станция не функционирует по причине уменьшения спроса на лесные ресурсы, которые являлись основной продукцией, перевозимой через данную станцию, по состоянию на 2024 год железная дорога частично разобрана.
Лесной был центром Вятского УЛИУ (управления лесных исправительных учреждений). В посёлке расположена исправительная колония — ФКУ Исправительная колония №27 УФСИН России по Кировской области. До 2023 года в посёлке функционировала ФКУ Исправительная колония №25 УФСИН России по Кировской области.

## Население
| 1959  | 1970  | 1979  | 1989  | 2002  | 2009  | 2010  |
| ----- | ----- | ----- | ----- | ----- | ----- | ----- |
| 6855  | ↗8130 | ↘8049 | ↘7495 | ↘7132 | ↘6360 | ↘5413 |
| 2012  | 2013  | 2014  | 2015  | 2016  | 2017  | 2018  |
| ↘5292 | ↘5151 | ↘4940 | ↘4635 | ↘4310 | ↘4214 | ↘4133 |
| 2019  | 2020  | 2021  |       |       |       |       |
| ↘4025 | ↘3949 | ↘3566 |       |       |       |       |

## Сотовая связь
В настоящий момент услуги сотовой связи предоставляют ОАО «Мобильные ТелеСистемы», ЗАО «МегаФон» и компания «Вымпелком», предоставляющие услуги горожанам с 2006 года. В декабре 2010 года в Лесной пришел оператор Tele2.

## Интересные факты
- С 1958 по 1960 гг. здесь отбывал наказание Эдуард Стрельцов. Позднее был реабилитирован.
- Среди местных жителей популярно ошибочное наименование посёлка "Лесное" вместо официального Лесной.

## Фотогалерея

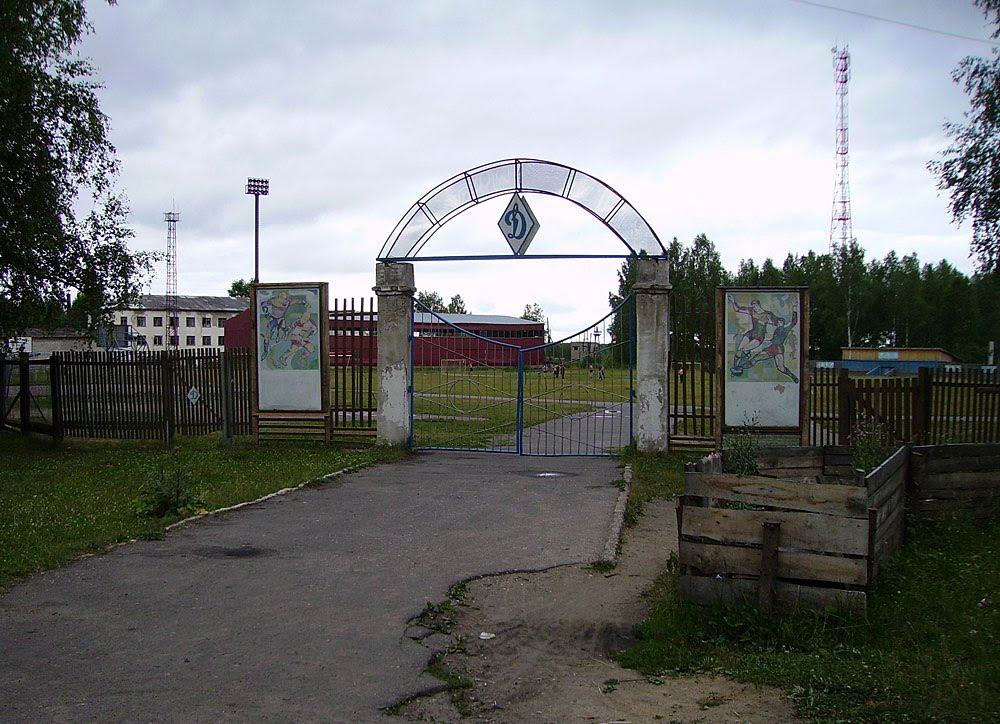
Лесной, стадион «Динамо»
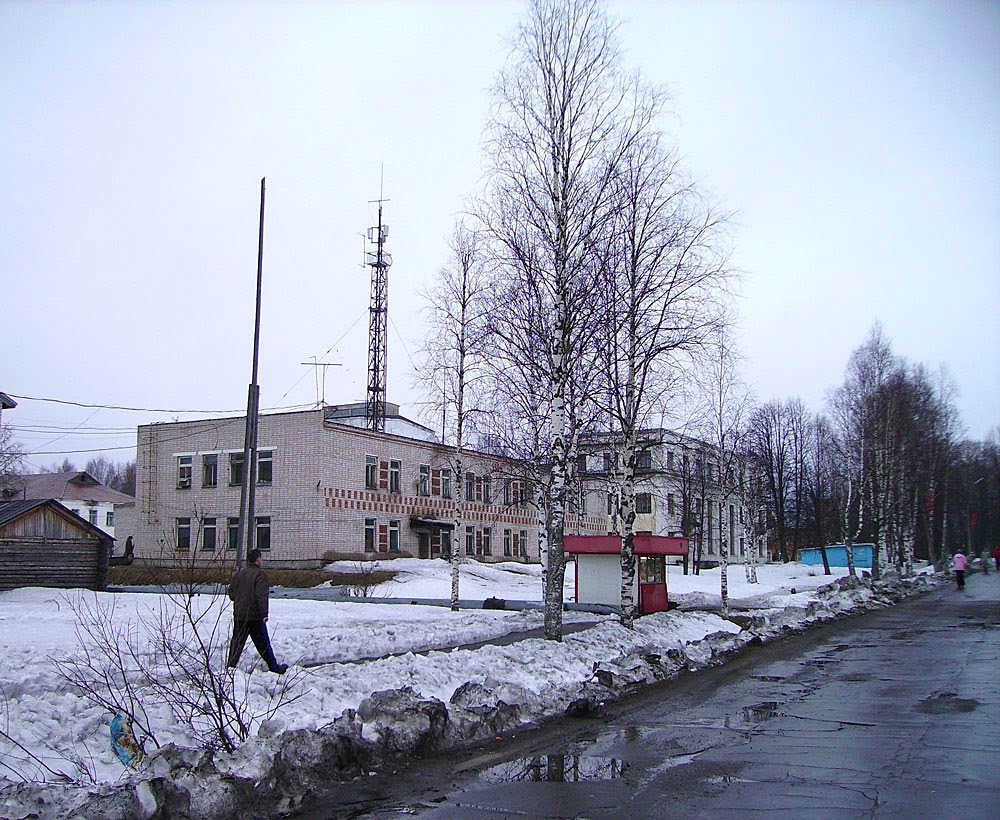
Лесной
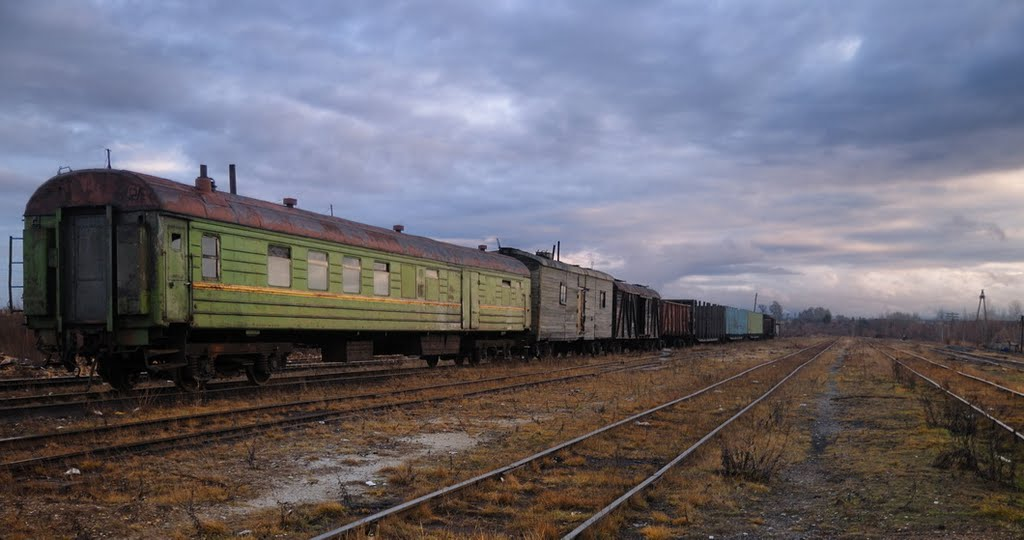
Лесной, ГКЖД